# Pseudugia
Pseudugia là một chi bướm đêm thuộc họ Erebidae.